# 埃佩尔奈
埃佩尔奈（法語：Épernay，法語：[epɛʁnɛ] ⓘ），法国东北部城市，大东部大区马恩省的一个市镇，也是该省的一个副省会，下辖埃佩尔奈区，同时也是埃佩尔奈-香槟平原与丘陵城市圈公共社区的办公驻地。埃佩尔奈位于马恩省西部，其市镇面积为22.69平方公里，2022年1月1日时人口数量为22,022人，在马恩省排名第三，仅次于兰斯和省会香槟沙隆，在所有法国城市中排名第391位。
埃佩尔奈位于马恩河左岸，因香槟酒而闻名，是香槟酒的主产区之一，法国作家维克多·雨果曾在其著作《莱茵河》中将埃佩尔奈记载为“香槟酒之城”。埃佩尔奈也是一个区域性的工商业中心及铁路枢纽，两条重要的铁路线在此交汇。

## 地名来源
根据法国历史学家奥古斯特·隆尼翁的推断，“埃佩尔奈”一名最初以的形式出现在兰斯的雷米的遗嘱中。而在19世纪以前，的末尾字母常写为，即。

## 历史

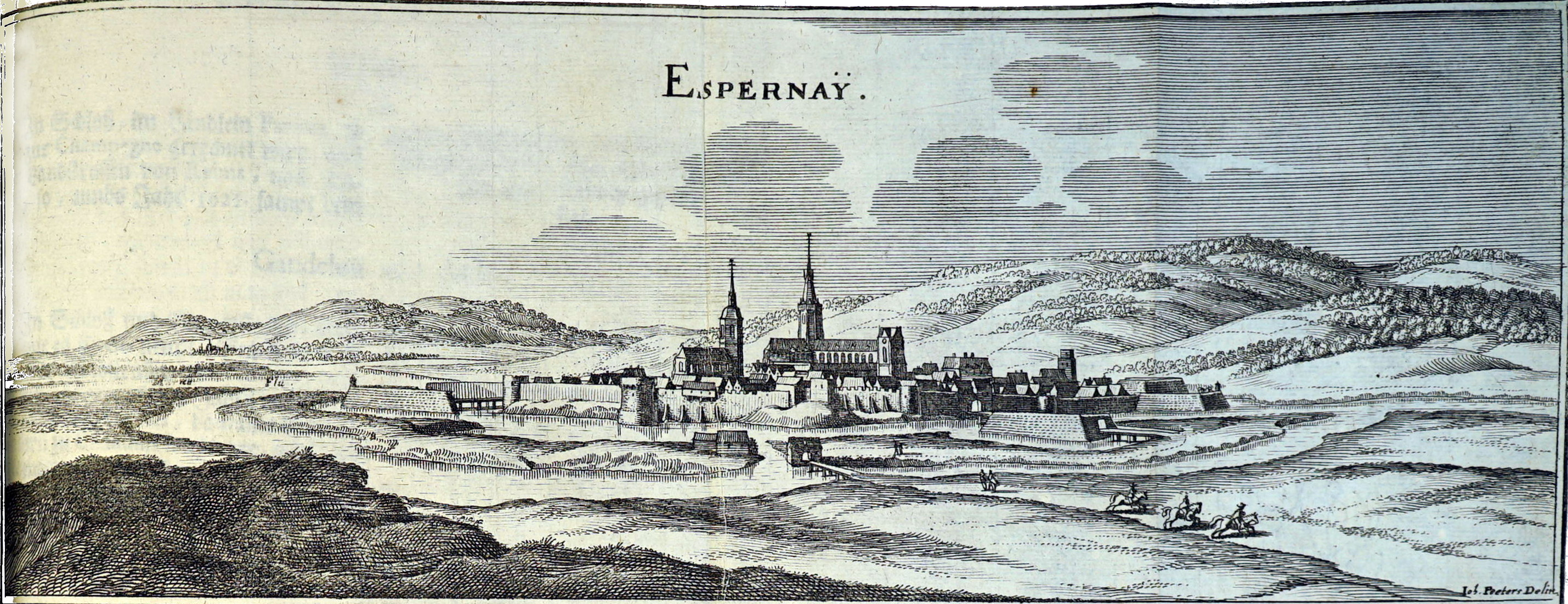
17世纪的埃佩尔奈

埃佩尔奈历史悠久。高卢时期，埃佩尔奈所处的马恩河为比利时高卢和凯尔特高卢的分界线，埃佩尔奈由此长期处于边境地区，成为重要的军事战略要地。中世纪初期，埃佩尔奈为兰斯主教的领地，后成为香槟公国一部分。在百年戰爭期間，埃佩尔奈曾受戰火破壞，17世纪时多次遭遇黑死病疫情。19世纪时，随着运河和铁路的建成，埃佩尔奈成为主要的交通枢纽，直到2007年法国高速铁路东线建成通车以前，埃佩尔奈是由巴黎前往阿尔萨斯-洛林地区的必经之路。埃佩尔奈在普法战争中被普鲁士军队占领，第一次世界大战期间则是马恩河战役的主要战场之一，当地的城市及建筑在战争中受到严重的破坏。

## 地理

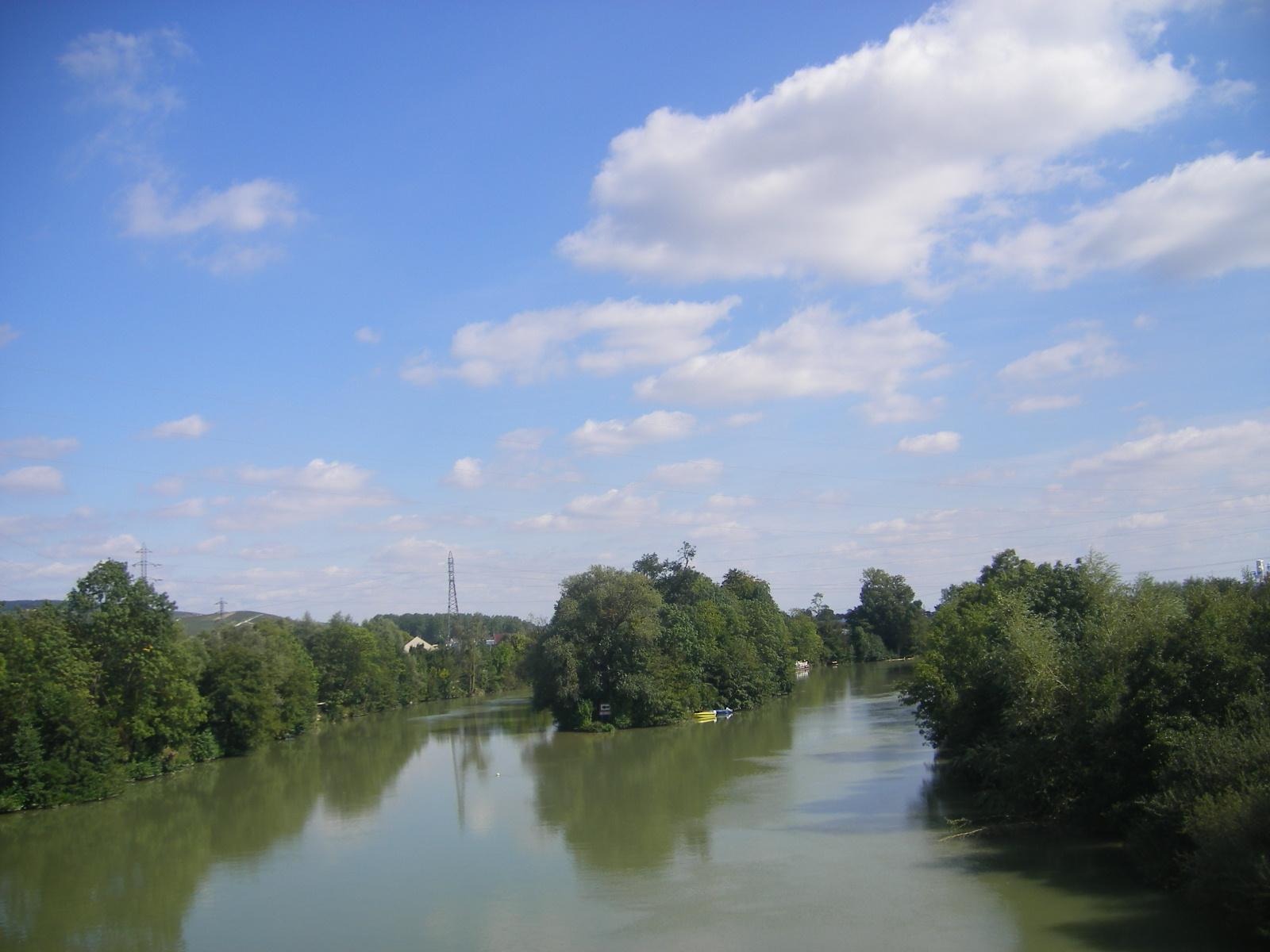
马恩河埃佩尔奈段

埃佩尔奈位于法国东北部，大东部大区西部和马恩省西部，距离省会香槟沙隆大约40公里。与埃佩尔奈接壤的市镇包括：马让塔、圣马丹达布卢瓦、阿伊香槟、布尔索、舒伊、奥特维莱尔、马尔德伊、穆西、皮耶里、沃谢讷、维奈。

### 地形
埃佩尔奈位于巴黎盆地东部的一处古峡谷地带，经长期风化而不存，境内地势平坦，全境海拔在68到251米之间。

### 植被
埃佩尔奈北侧为兰斯山，西南侧为埃佩尔奈森林（Forêt d'Épernay），当地的农业用地主要为香槟葡萄种植园。

### 水文
马恩河自东向西流经市区北部，该河是塞纳河的右岸支流，后者为法国五大流域之一。

### 气候
埃佩尔奈在柯本气候分类法中属于温带海洋性气候，年温差较小，降水分布均匀。
距离香槟沙隆最近的气象站位于市区东南部的阿维兹境内，以下为该气象站的数据（其中日照数据取自兰斯）：
| 阿维兹1981年－2019年 | 阿维兹1981年－2019年 | 阿维兹1981年－2019年 | 阿维兹1981年－2019年 | 阿维兹1981年－2019年 | 阿维兹1981年－2019年 | 阿维兹1981年－2019年 | 阿维兹1981年－2019年 | 阿维兹1981年－2019年 | 阿维兹1981年－2019年 | 阿维兹1981年－2019年 | 阿维兹1981年－2019年 | 阿维兹1981年－2019年 | 阿维兹1981年－2019年 |
| 月份                 | 1月                  | 2月                  | 3月                  | 4月                  | 5月                  | 6月                  | 7月                  | 8月                  | 9月                  | 10月                 | 11月                 | 12月                 | 全年                 |
| -------------------- | -------------------- | -------------------- | -------------------- | -------------------- | -------------------- | -------------------- | -------------------- | -------------------- | -------------------- | -------------------- | -------------------- | -------------------- | -------------------- |
| 历史最高温 °C（°F）  | 15.8 (60.4)          | 18 (64)              | 23 (73)              | 27.8 (82.0)          | 32.3 (90.1)          | 36.8 (98.2)          | 37.1 (98.8)          | 39.9 (103.8)         | 32.1 (89.8)          | 28.2 (82.8)          | 22.2 (72.0)          | 16.5 (61.7)          | 39.9 (103.8)         |
| 平均高温 °C（°F）    | 5.7 (42.3)           | 7.2 (45.0)           | 11.5 (52.7)          | 15.2 (59.4)          | 19.4 (66.9)          | 22.5 (72.5)          | 25.1 (77.2)          | 24.7 (76.5)          | 20.6 (69.1)          | 15.8 (60.4)          | 9.7 (49.5)           | 6.2 (43.2)           | 15.3 (59.5)          |
| 日均气温 °C（°F）    | 3 (37)               | 3.7 (38.7)           | 7.2 (45.0)           | 10.1 (50.2)          | 14.2 (57.6)          | 17 (63)              | 19.2 (66.6)          | 18.8 (65.8)          | 15.2 (59.4)          | 11.3 (52.3)          | 6.5 (43.7)           | 3.7 (38.7)           | 10.8 (51.4)          |
| 平均低温 °C（°F）    | 0.2 (32.4)           | 0.2 (32.4)           | 2.9 (37.2)           | 5 (41)               | 9 (48)               | 11.6 (52.9)          | 13.4 (56.1)          | 12.8 (55.0)          | 9.8 (49.6)           | 6.8 (44.2)           | 3.3 (37.9)           | 1.1 (34.0)           | 6.3 (43.3)           |
| 历史最低温 °C（°F）  | −23.5 (−10.3)        | −15.5 (4.1)          | −11.6 (11.1)         | −6 (21)              | −0.5 (31.1)          | 0.5 (32.9)           | 4.5 (40.1)           | 3.8 (38.8)           | 0.7 (33.3)           | −5.8 (21.6)          | −12.6 (9.3)          | −14.5 (5.9)          | −23.5 (−10.3)        |
| 平均降水量 mm（）    | 62.3 (2.45)          | 51.8 (2.04)          | 56.2 (2.21)          | 52.7 (2.07)          | 56.1 (2.21)          | 53.6 (2.11)          | 58.2 (2.29)          | 51.7 (2.04)          | 52.3 (2.06)          | 67.7 (2.67)          | 59.7 (2.35)          | 71.8 (2.83)          | 694.1 (27.33)        |
| 月均日照時數         | 59.7                 | 83.6                 | 124.6                | 173                  | 202.8                | 212.1                | 229.5                | 215.7                | 160.6                | 114.9                | 70.8                 | 47.9                 | 1,695.2              |
| 来源：infoclimat.fr  |                      |                      |                      |                      |                      |                      |                      |                      |                      |                      |                      |                      |                      |

## 行政区划
埃佩尔奈是法国大东部大区马恩省的一个市镇，编号为51230，也是马恩省的三个副省会之一。埃佩尔奈下辖埃佩尔奈区，管理埃佩尔奈第一县和第二县，同时也是埃佩尔奈-香槟平原与丘陵城市圈公共社区的办公驻地。
埃佩尔奈市镇划为7个街区，并实行街区自治制度。
法国国家统计与经济研究所（简称）在进行数据统计时，将埃佩尔奈及相邻的另外7个市镇设为埃佩尔奈城市核心区，并将包括核心区在内的周边共19个市镇划为埃佩尔奈城市区。同时，还将埃佩尔奈市镇分为了12个“块区”（IRIS），以便于统计人口分布情况。

## 交通

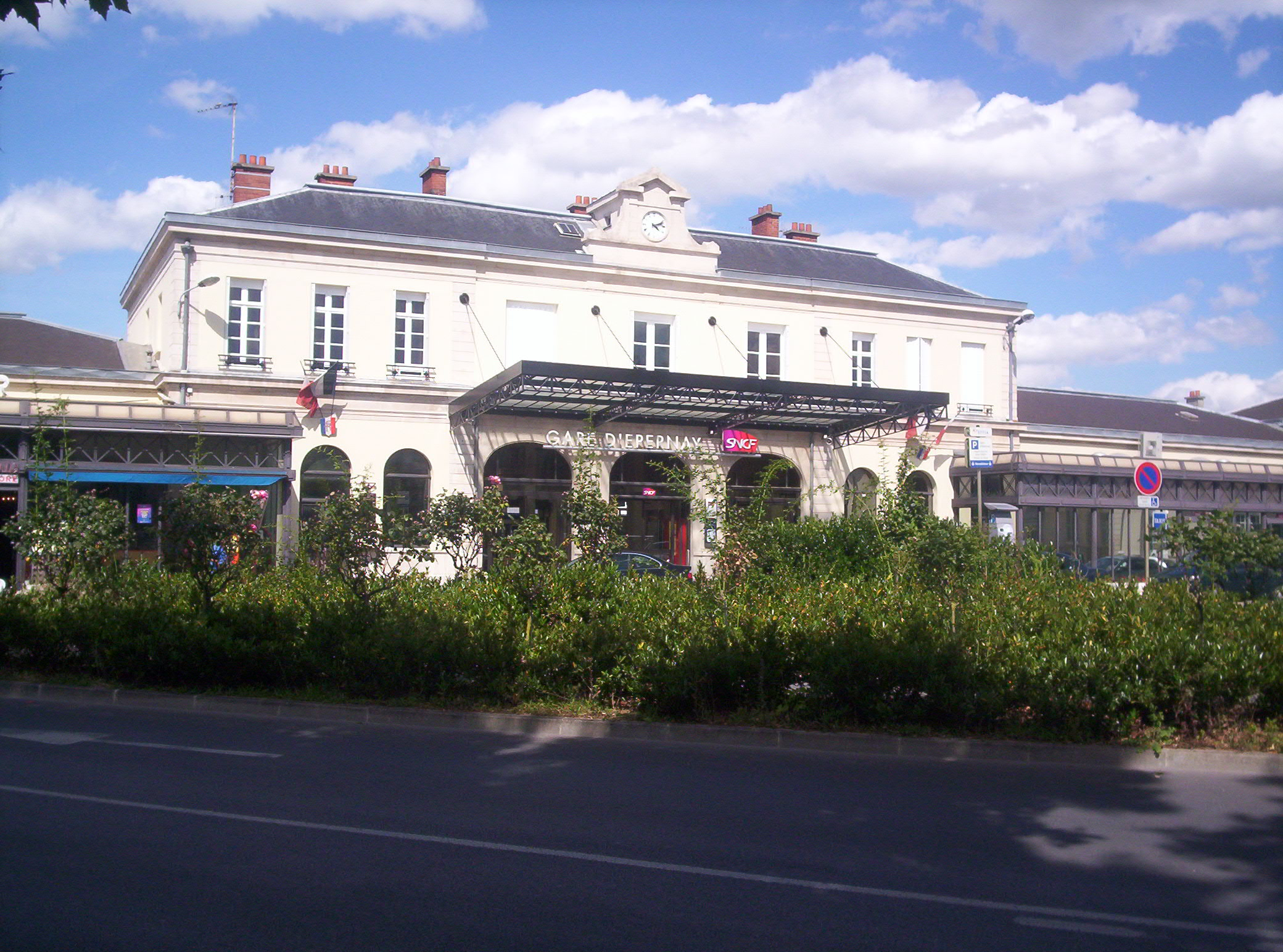
埃佩尔奈火车站

### 公路
埃佩尔奈是一个区域性的公路枢纽，D3、D951等省道在埃佩尔奈境内交汇，有校车线路可前往周边部分市镇。

### 铁路
埃佩尔奈位于巴黎－斯特拉斯堡铁路和埃佩尔奈－兰斯铁路的交汇点，是一个区域性的铁路枢纽。埃佩尔奈火车站开行前往巴黎、兰斯和香槟沙隆三个方向的区域列车，其中香槟沙隆方向的列车部分班次将延伸至巴勒迪克、南锡甚至斯特拉斯堡。

### 航空
埃佩尔奈-普利沃飞行场提供私人飞机停靠，此外沙隆-瓦特里机场（又称“巴黎-瓦特里机场”）位于埃佩尔奈市区东南70公里处，原为军事机场，自20世纪90年代起开行少量廉价民用航线，可前往非斯、马拉喀什和波尔图。
埃佩尔奈市区距离巴黎戴高乐机场的最佳公路旅行时间在2小时以内。

### 城市公共交通
埃佩尔奈-香槟地区城市公共交通由RATP dev负责运营，下辖6条常规公交线路和7条定制公交线路。

## 政治

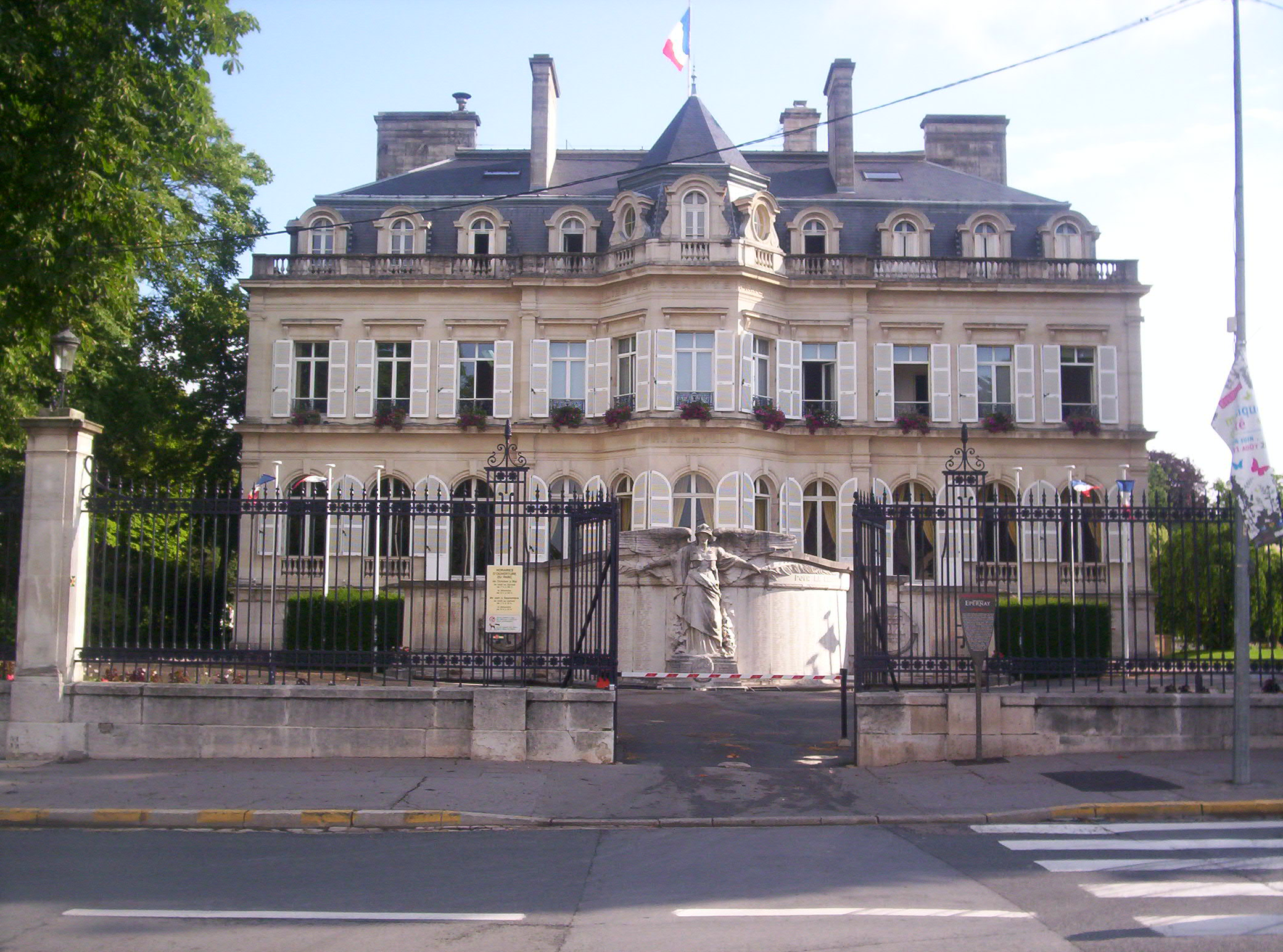
埃佩尔奈市政厅

埃佩尔奈的现任市长为弗兰克·勒鲁瓦，为民主人士和独立人士联盟的一名成员，他在2014年的市政选举中获得了56.54%的支持率，2020年的首轮选举中则获得了61.02%的支持率，实现连任。
2017年的法国总统大选中，法国现任总统埃马纽埃尔·马克龙在埃佩尔奈获得了60.42%的支持率。
| 埃佩尔奈历届市长 |                 |                                            |
| 任期             | 市长            | 党派                                       |
| 1945年－1948年   | 阿尔西德·伯努瓦 | PCF法国共产党                              |
| 1948年－1970年   | 罗热·默尼       | MRP人民共和运动                            |
| 1970年－1977年   | 贝尔纳·斯塔西   | UDF法国民主联盟 →CDS社会民主中心           |
| 1977年－1983年   | 雅克·佩兰       | PCF法国共产党                              |
| 1983年－2000年   | 贝尔纳·斯塔西   | UDF法国民主联盟                            |
| 2000年－         | 弗兰克·勒鲁瓦   | UDF法国民主联盟 →UDI民主人士和独立人士联盟 |

## 人口
2016年，埃佩尔奈市镇人口数量为23,084，在法国排名第391位。其中男性10,789人，女性12,295人，75岁及以上人口占9%，外籍人口数量为1,729人，人口密度为1,017人/平方公里，当地居民被称为（男性）或（女性）。2018年，埃佩尔奈境内出生251人，死亡人口285人。
| 年份   | 1936   | 1946   | 1954   | 1962   | 1968   | 1975   | 1982   | 1990   | 1999   | 2006   | 2011   | 2016   | 2017   |
| ------ | ------ | ------ | ------ | ------ | ------ | ------ | ------ | ------ | ------ | ------ | ------ | ------ | ------ |
| 人口數 | 20,406 | 19,703 | 21,222 | 21,882 | 26,583 | 29,677 | 27,668 | 26,682 | 25,844 | 24,456 | 23,888 | 23,084 | 22,671 |

## 经济
埃佩尔奈是一个区域性的中心城市，因香槟酒的种植和酿制而闻名，当地共有各类用人单位3,475家，平均历史为19年，行政、葡萄酒相关及社会服务是当地的主要就业岗位类型。

## 财政收入
2017年，埃佩尔奈的财政收入总额为44,953,000欧元，财政支出总额为41,826,000欧元，当年的债务总额为30,485,000欧元。
2014年，埃佩尔奈的人均收入总额为2,529欧元，其中高职人员为4,402欧元，普通职员为1,871欧元。
2018年，埃佩尔奈境内的青壮年（15至64岁）失业率为18.5%，当地41.6%的家庭拥有纳税资格。

## 社会事务

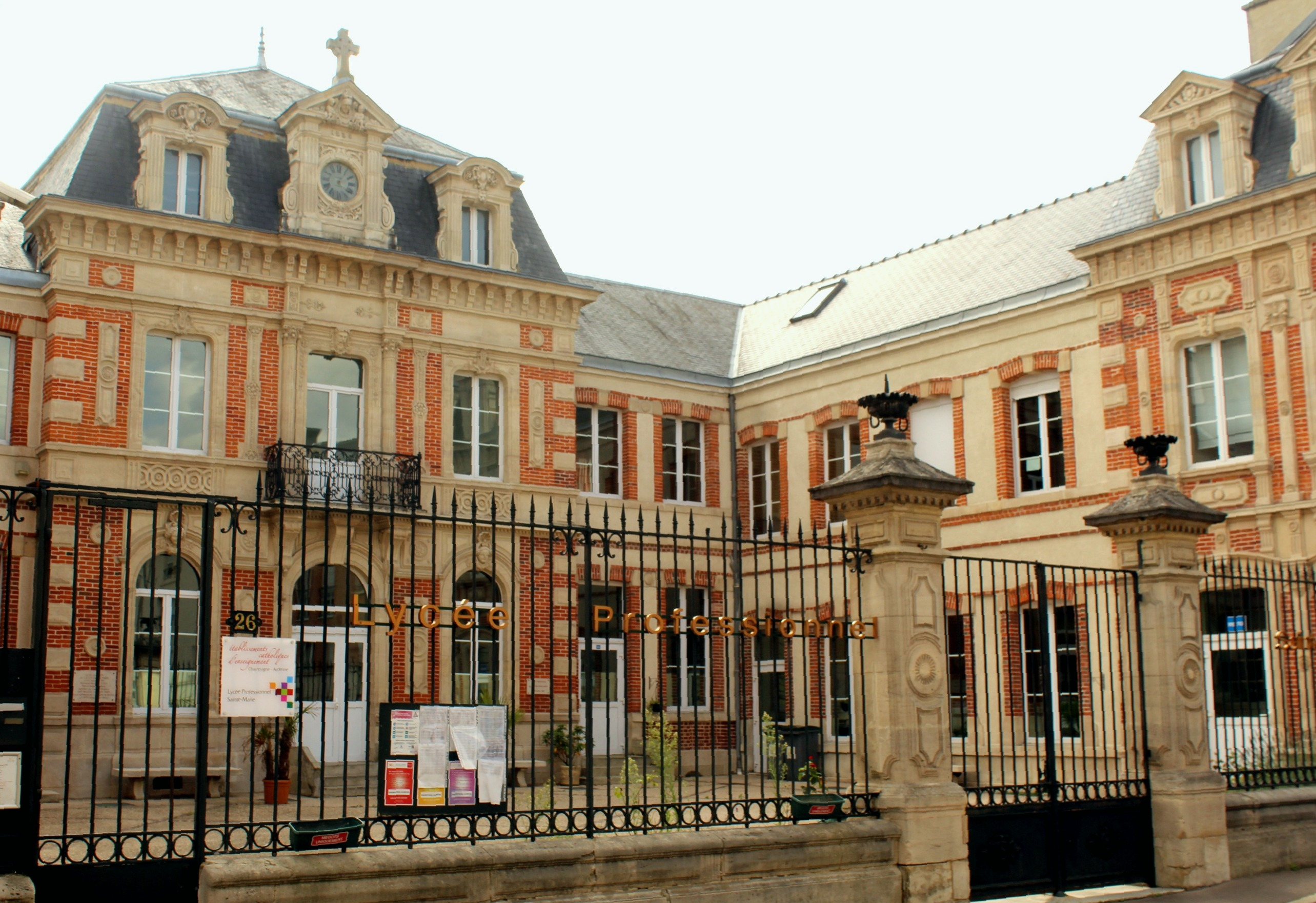
埃佩尔奈的一所高级中学

### 教育
埃佩尔奈属于兰斯学区。截止2017年1月1日，埃佩尔奈境内共有8所幼儿园、9所小学、4所初级中学、2所普通高中和1所职业高中。2018至2019学年度，埃佩尔奈境内共有在校中小学生3,532名。

### 医疗

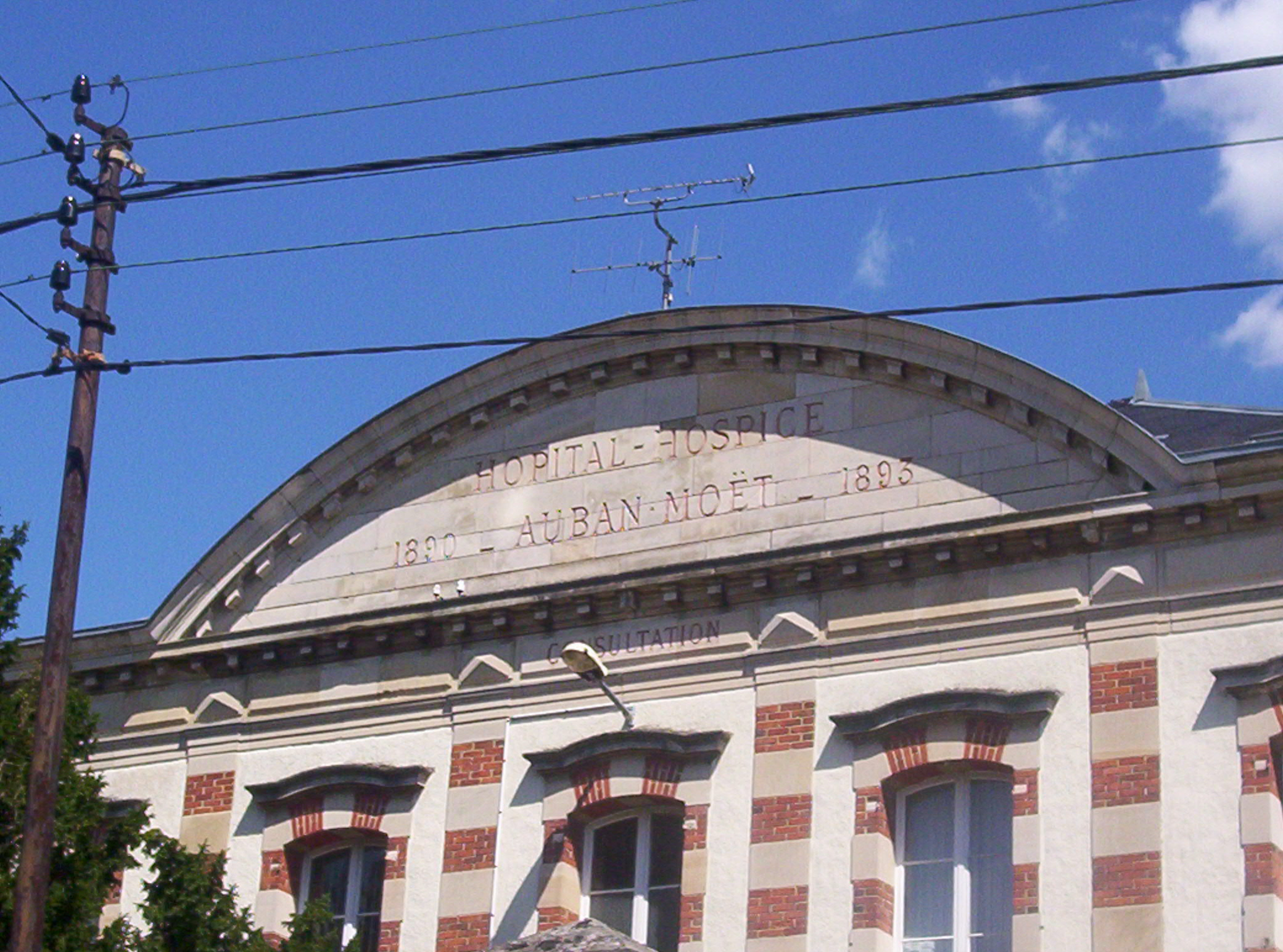
欧邦-莫埃特中心医院

截止2017年1月1日，埃佩尔奈境内共有全科医生20名，保健师20名，牙医19名，护士15名，耳科医生1名，眼科医生3名，皮肤科医生4名，助产士3名，儿科医生3名和妇科医生3名。境内共有药房12家，养老院4家，残疾人帮扶中心5家。
欧邦-莫埃特中心医院是埃佩尔奈的中心医院，设有一个主病区和4个附属设施，共有487个床位，其总部位于市区南部，是当地最大的综合性医疗机构。

### 住房
2015年，埃佩尔奈境内共有各类住房12,928套，其中88.7%为常住房屋。

### 商业
2015年，埃佩尔奈境内共有各类商铺1,317家，其中餐饮服务类549家。

### 体育
2017年，埃佩尔奈境内共有1个游泳池、9个健身房、4个综合体育场、9个网球场、7个足球或橄榄球场和9个篮球或排球场。
埃佩尔奈香槟足球俱乐部是当地的一家地方性足球俱乐部，成立于1906年，2020至2021赛季参加法国足球戊级联赛，其主场保罗·尚东球场（Stade Paul-Chandon）是当地的主要体育设施。
埃佩尔奈香槟橄榄球俱乐部是当地的一家地方性橄榄球俱乐部，成立于1966年，2020至2021赛季参加法国橄榄球戊级联赛。

### 环境
2015年，埃佩尔奈境内共有4家污染企业。

### 治安
2014年，埃佩尔奈及附近地区共发生各类案件2,327起，其中盗窃类案件1,457起，经济类案件184起，毒品交易类案件87起。

## 文化

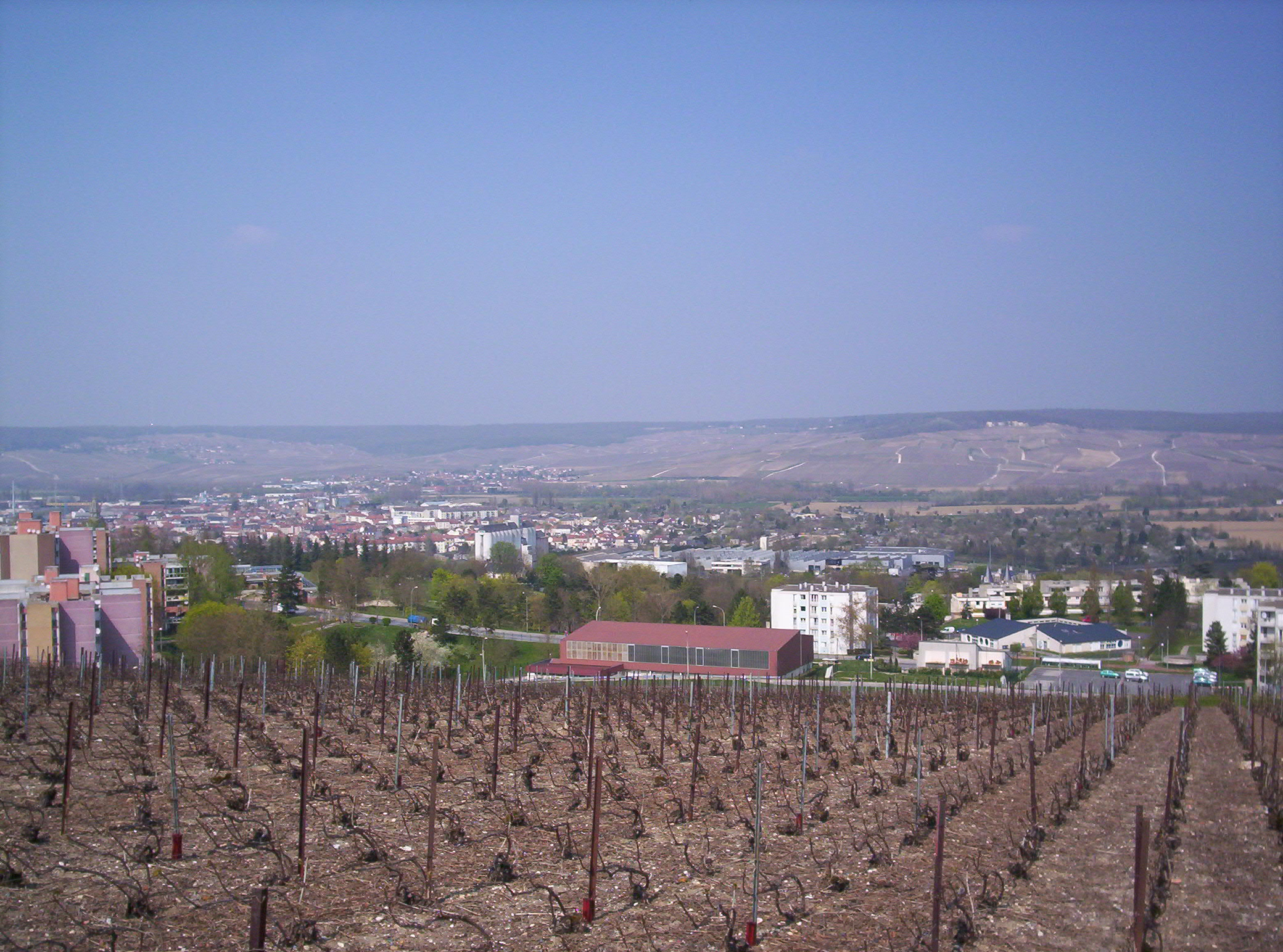
一处香槟种植园

2017年，埃佩尔奈境内共有1个剧场、1个电影院和1个博物馆。
埃佩尔奈被誉为“香槟之都”，位于埃佩尔奈东部的香槟大街是当地的地标性街道，聚集了多个香槟酒生产商。

### 旅游
埃佩尔奈境内的旅游景点以文物古迹为主，共有149处法国国家文物保护单位。
2018年，埃佩尔奈境内共有12个宾馆共计312家房间，另有1个露营地，可容纳共109辆露营车。

### 媒体
法国主要的媒体均可在埃佩尔奈接收，法国电视三台下属的大东部大区频道在部分时段播出埃佩尔奈所属区域的地方新闻。气泡电台是当地的一家地方性电台，成立于2008年。

## 相关人物
法国历史学家弗洛多阿尔（894年－966年）出生于埃佩尔奈。

## 友好城市
截至2020年6月，埃佩尔奈共与五座城市互为友好城市关系。

| - 德国 埃特林根 - 英国 克利夫登 - 比利时 米德尔凯尔克 | - 義大利 蒙特斯佩尔托利 - 布吉納法索 法达恩古尔马 |